# 야나기시타 마사아키
야나기시타 마사아키(일본어: 柳下 正明, 1960년 1월 1일 ~ )는 일본의 전 축구 선수, 감독이다.

## 구단 경력
1982년 일본 사커 리그의 야마하 발동기에 입단하였다. 1992년까지 135경기에 출전했다. 1992년후 현역 은퇴.

## 국가대표팀 경력
그는 1979년 FIFA 세계 청소년 축구 선수권 대회에 참가할 일본 U-20 국가대표팀에 발탁되었으며, 3경기에 출전했다.